# Campeonato Panamericano de Judo de 1974
El IX Campeonato Panamericano de Judo se celebró en Ciudad de Panamá (Panamá) entre el 26 y el 28 de noviembre de 1974 bajo la organización de la Unión Panamericana de Judo.
En total se disputaron seis pruebas diferentes, todas ellas en la categoría masculina.

## Resultados

### Masculino
| Evento            | Oro                         | Plata                          | Bronce                                                           |
| ----------------- | --------------------------- | ------------------------------ | ---------------------------------------------------------------- |
| –63 kg            | Mauro Junqueira · Brasil    | Anelson Guerra · Brasil        | Kenneth Okada Estados Unidos Jimmy Martin Estados Unidos         |
| –70 kg            | Wayne Erdman · Canadá       | Juan Ferrer Lahera · Cuba      | Ramon Rivera Estados Unidos Patrick Burris Estados Unidos        |
| –80 kg            | Isaac Azcuy Oliva · Cuba    | Daniel Carreira Filho · Brasil | James Pedro · Estados Unidos · Rainer Fischer · Canadá           |
| –93 kg            | Tommy Martin Estados Unidos | Roberto Batista Cobas · Cuba   | José Ibáñez Gómez · Cuba · Carlos Eduardo do Santos · Brasil     |
| +93 kg            | James Wooley Estados Unidos | Dean Sedgewick Estados Unidos  | Julio Abraham · Argentina · Fenelon da Silva · Brasil            |
| Categoría abierta | James Wooley Estados Unidos | José Ibáñez Gómez · Cuba       | Carlos Eduardo do Santos · Brasil · Roberto Batista Cobas · Cuba |

## Medallero
| Núm. | País           | Oro | Plata | Bronce | Total |
| ---- | -------------- | --- | ----- | ------ | ----- |
| 1    | Estados Unidos | 3   | 1     | 5      | 9     |
| 2    | Cuba           | 1   | 3     | 2      | 6     |
| 3    | Brasil         | 1   | 2     | 3      | 6     |
| 4    | Canadá         | 1   | 0     | 1      | 2     |
| 5    | Argentina      | 0   | 0     | 1      | 1     |
|      | TOTAL          | 6   | 6     | 12     | 24    |